# 杨继钢
杨继钢（1963年—），内蒙古卓资人，汉族，中华人民共和国政治人物、第十一届全国人民代表大会黑龙江地区代表。

## 生平
毕业于兰州大学有机化工专业，是中共党员。担任中石油大庆石化公司总经理。2008年起担任全国人大代表。